# Greene Vardiman Black
Greene Vardiman Black (* 3. August 1836 in Winchester, Illinois; † 31. August 1915 in Chicago) war Professor der Zahnheilkunde an der Universität von Chicago.

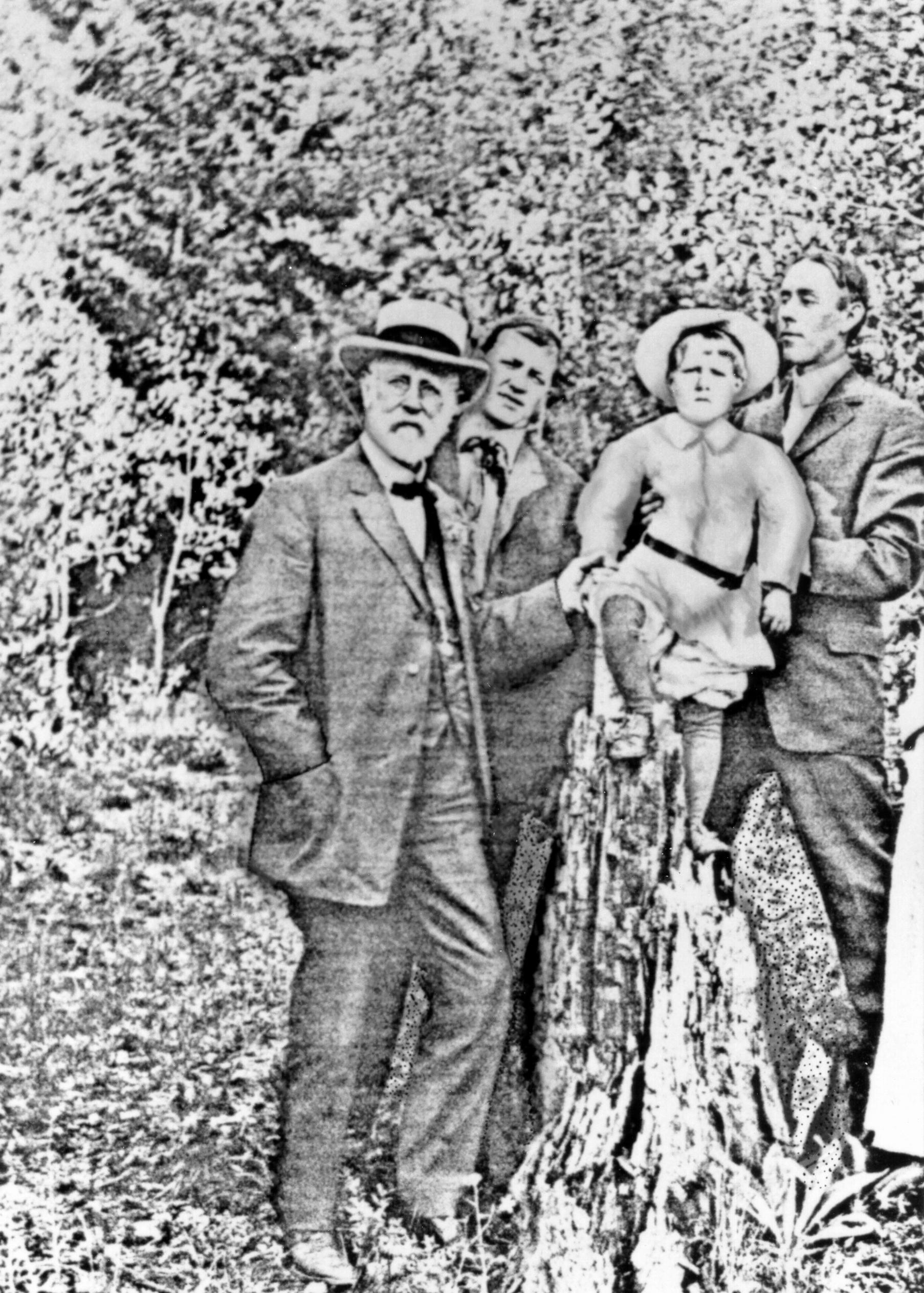
G.V. Black (links) zusammen mit den Zahnärzten Isaac Burton und F. Y. Wilson aus Colorado Springs (aufgenommen von Frederick Sumner McKay)

## Leben
Er war eines von acht Kindern eines Bauern und Handwerkers und hatte ursprünglich eine starke Abneigung gegen die Schule, die er deshalb auch nur sporadisch besuchte. Im Alter von 17 Jahren wurde er Mitarbeiter seines älteren Bruders Thomas, der in Clayton eine Arztpraxis führte. Vier Jahre lang eignete er sich dort ein umfassendes Grundwissen der Medizin an. Mit 21 Jahren hospitierte er vier Monate lang in einer Zahnarztpraxis und eröffnete anschließend eine eigene Zahnarztpraxis in Winchester. Durch die Freundschaft mit einem Uhrmacher erwarb er zusätzliche feintechnische Kenntnisse. 1864 zog er nach Jacksonville, wo er mit den Schriften Virchows und Darwins Bekanntschaft machte. Nachdem 1878 das erste Gesetz zur medizinischen Berufsausübung in Illinois verabschiedet worden war, stellte Black, der nur ca. 20 Monate Grundschulausbildung und keine einzige Universitätsvorlesung genossen hatte, sich der Prüfung, die er mit ausgezeichneten Noten bestand.
Black eignete sich autodidaktisch ein umfassendes chemisches Wissen an und richtete sich ein eigenes Chemielabor ein. Er wurde sogar gebeten, einen Chemiekursus für die Oberschullehrer von Jacksonville zu halten. Um die in der damaligen Zeit häufig in deutscher Sprache abgefassten wissenschaftlichen Schriften verstehen zu können, ließ er sich von einem Händler deutscher Herkunft Deutsch beibringen und las Virchow im Original. Dadurch angeregt, entwickelte er ein großes Interesse für Zellularpathologie, legte sich ein Mikroskop zu und wurde wieder im Selbststudium zum einzigen Pathologen der Gegend. 1870 erhielt er eine Einladung des Missouri Dental Colleges, dort Histologie und Mikroskopie zu unterrichten, später auch Pathologie und Oralchirurgie. 1878 erhielt er die Ehrendoktorwürde in Zahnheilkunde. 1883 wechselte Black nach Chicago, wo er zuerst an der Zahnklinik und ab 1885 am Chicago College of Dental Surgery unterrichtete. 1890 bis 1891 hielt er auch Vorlesungen an der University of Iowa. 1891 wurde er zum Professor für Bakteriologie und Pathologie an der neu geschaffenen Northwestern University Dental School in Chicago ernannt. 1897 wurde er Dekan der Hochschule.

## Forschung

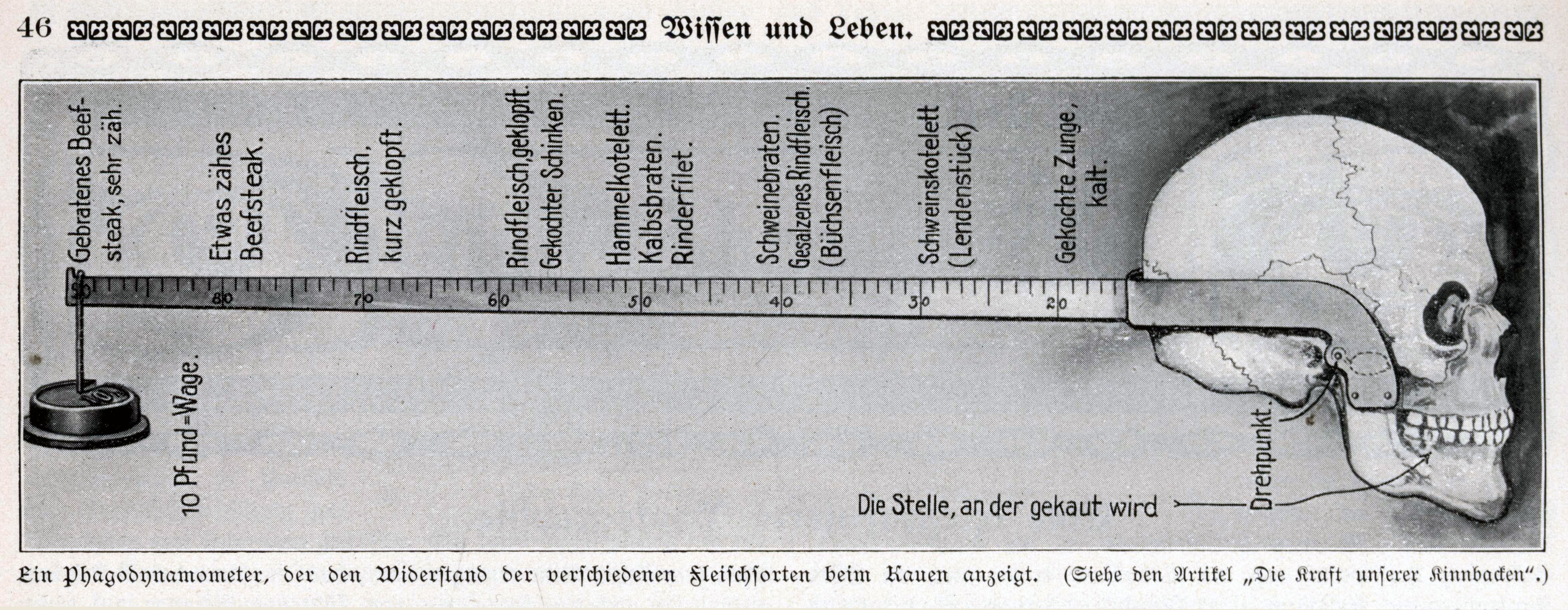
Phagodynamometer

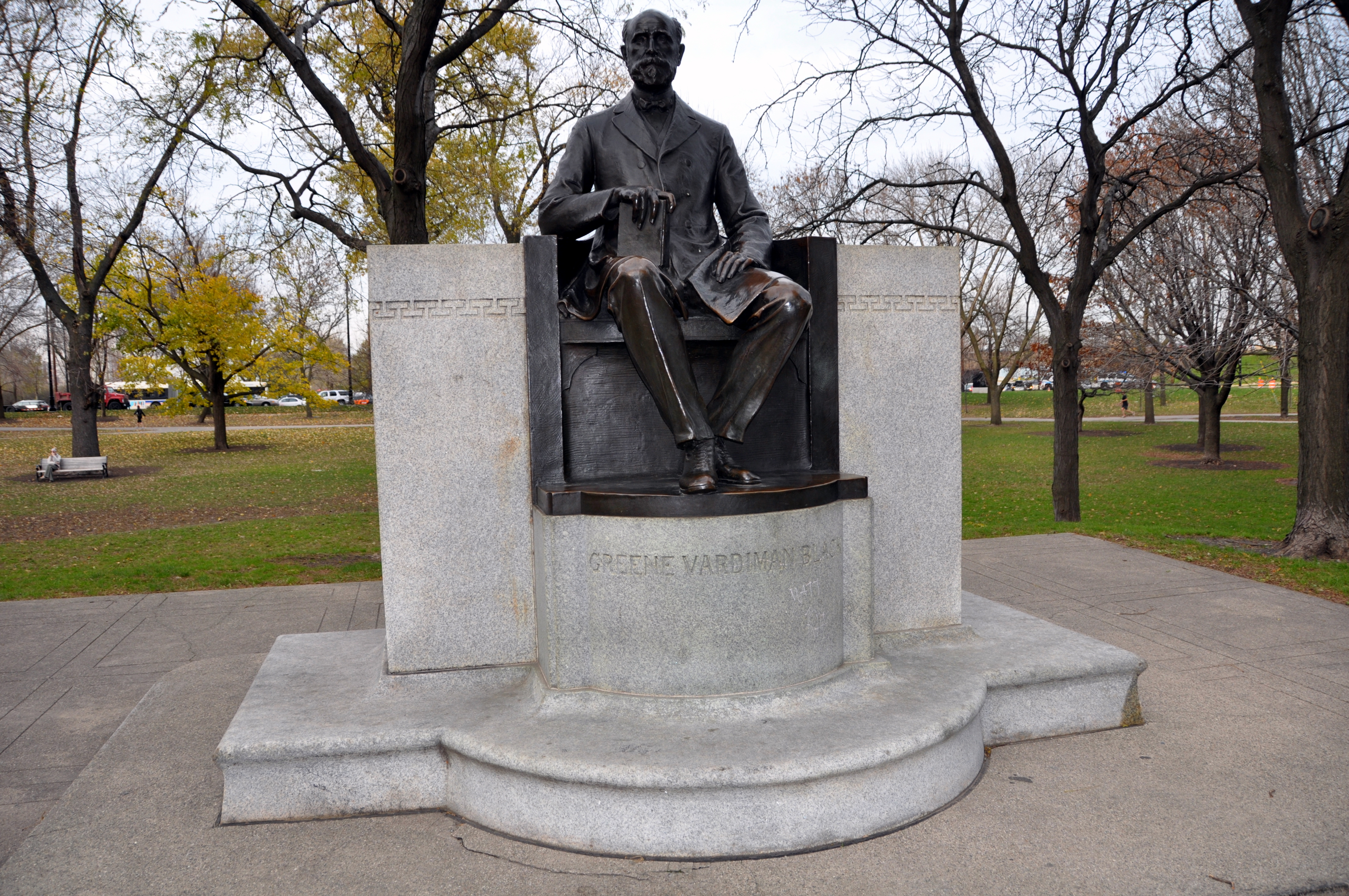
Monument von Greene Vardiman Black im Lincoln Park, Chicago, Illinois

Zu den zahlreichen wissenschaftlichen Arbeiten und Veröffentlichungen gehören die Werke „Dental Anatomy“ von 1890 und „Operative Dentistry“ in zwei Bänden von 1908. Sein letztes Buch, A work on special dental pathology, stellte er 1915 kurz vor seinem Tod fertig. Er ist der Erfinder des Phagodynamometers, ein Gerät zur Messung der Kaukraft.

### Black´sche Regeln
Er stellte die Black´schen Regeln für die Kavitätenpräparation in der Füllungstherapie auf. Ursprünglich für die Goldhämmerfüllung entwickelt, wurden sie später für Amalgamfüllungen modifiziert angewandt:
- Umrissform
- Widerstandsform
- Retentionsform
- Erleichterungsform
- Finieren

Sein Grundsatz Extension for prevention (Ausdehnung zur Vorbeugung) wurde mittlerweile durch die adhäsive minimalinvasive Füllungstechnik mit Verbundwerkstoffen größtenteils überholt und wird nur noch bei stark kariesanfälligem Gebiss angewandt.

### Amalgam

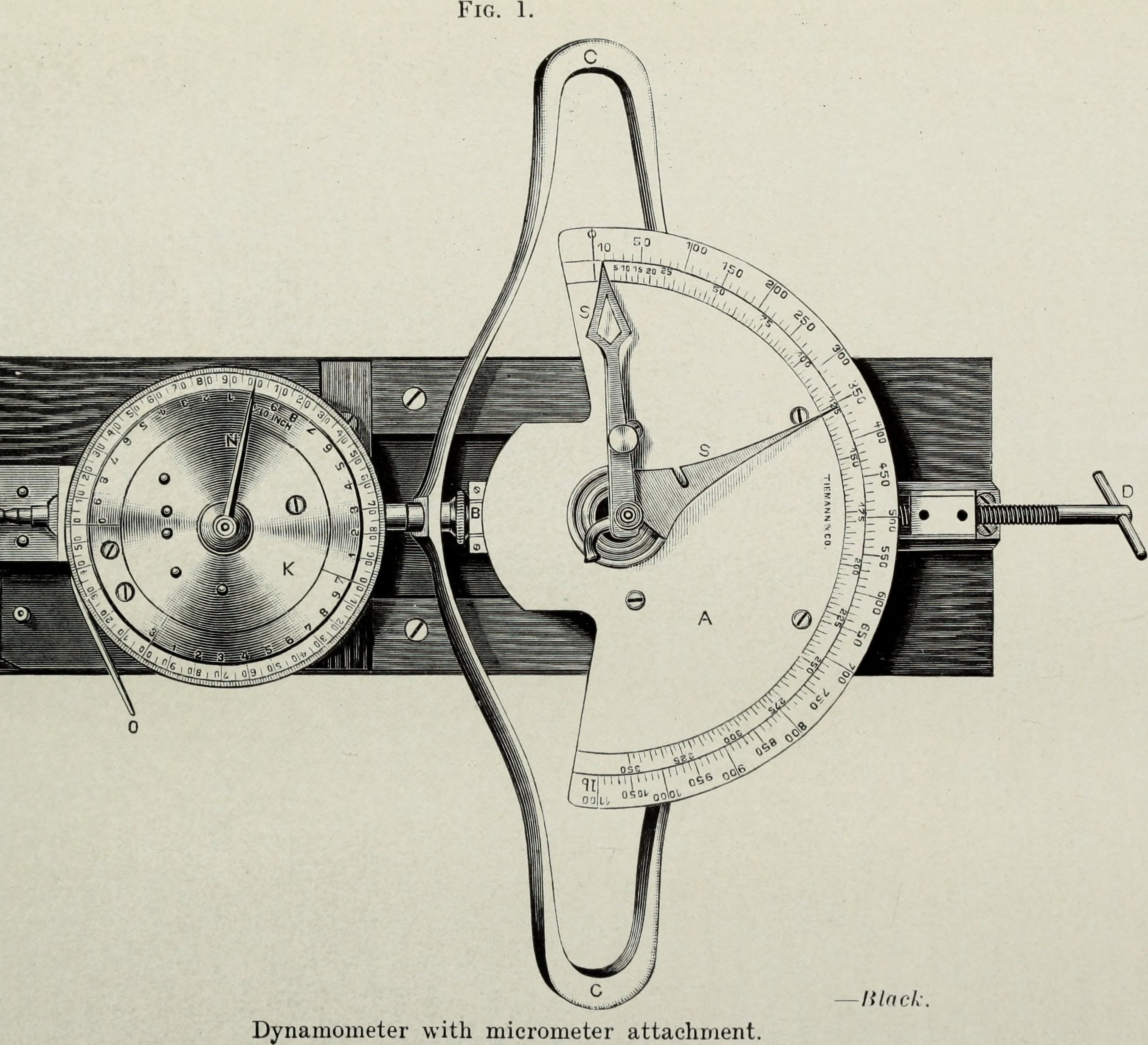
Blacks Dynamometer und Mikrometer

Einen Großteil seiner Forschung widmete Black den Materialeigenschaften von Amalgam. Dazu gehörten Untersuchungen über das Schrumpfungsverhalten, die Verarbeitung, die Alterung und die Haltbarkeit vom Amalgamfüllungen. Hierzu entwickelte er mehrere Messgeräte, unter anderem ein mit einem Dynamometer gekoppeltes Mikrometer.

### Kavitätenklassen
Er teilte ferner die Kavitätenformen in fünf Kavitätenklassen ein. Die Kavitätenklassen haben bis heute ihre weltweite Bedeutung behalten.

### Dentalfluorose
Nachdem ihm von den Zahnärzten McKay, Burton und Wilson das endemische Auftreten merkwürdig „gefleckter Zähne“ (engl.: mottled teeth, gesprenkelte Zähne) unter den Bewohnern von Colorado Springs berichtet worden war, besuchte er 1909 diese Stadt um sich von dem Phänomen ein Bild zu machen. Seine histologischen Untersuchungen wurden kurz nach seinem Tod als Teil einer Artikelserie über gefleckte Zähne, in Zusammenarbeit mit Frederick Sumner McKay, in der Zeitschrift „Dental Cosmos“ (1916) veröffentlicht. Es sollte allerdings noch weitere 15 Jahre dauern, bis McKay durch die vergleichenden Trinkwasseruntersuchungen des Chemikers Harry V. Churchill einen zu hohen Fluoridgehalt des lokalen Trinkwassers als Ursache der Dentalfluorose – verantwortlich machen konnte.

## Ehrungen
Die Pierre Fauchard Academy hat Greene Vardiman Black in die International Hall of Fame of Dentistry gewählt.